# Theren Bullock
Theren Bullock (* 29. Juni 1960 in Chicago) ist ein US-amerikanischer Basketballtrainer und ehemaliger -spieler.

## Werdegang
Der 1,97 Meter große Flügelspieler ging in Blue Island (US-Bundesstaat Illinois) zur Schule und gehörte ebenfalls in seinem Heimatland als Student von 1978 bis 1982 der Basketballmannschaft der University of Evansville an.
Er ging als Berufsbasketballspieler in die Schweiz und spielte in der Nationalliga A für CVJM Birsfelden. 1990/91 stand er in derselben Liga bei Bernex Basket nahe Genf unter Vertrag. Ebenfalls in der Schweiz spielte er zwischen 1992 und 1996 für den BBC Monthey. Im Spieljahr 1996/97 war er bis Februar 1997 Mitglied von Morges-Saint-Prex, hernach im Spieljahr 1997/98 erneut von BBC Monthey.
Er wurde Trainer, arbeitete als solcher in Lausanne und Morges und ab 2000 für die Geneva Devils. Mitte Januar 2003 wurde er in Genf entlassen.
Als Jugendtrainer bei Versoix Basket führte Bullock zwei Mannschaften des Genfer Vereins 2009 und 2010 zum Gewinn der Schweizer Jugendmeisterschaft. 2012 wurde die von Bullock und Pierre Badan als Trainer betreute männliche U19 von BBC Nyon ebenfalls Schweizer Jugendmeister. Er war später Trainer der Nyoner U23-Mannschaft in der dritthöchsten Spielklasse der Schweiz.
Sein Sohn TJ Bullock war ebenfalls Leistungsbasketballspieler.